# Im Familienkreise
Im Familienkreise (franz. En Famille) ist eine Novelle von Guy de Maupassant. Sie erschien erstmals am 15. Februar 1881 in der Nouvelle Revue.

## Handlung
Herr Caravan ist ein rangniedriger Beamter. Er wohnt mit Frau, seiner Tochter Marie-Louise, seinem Sohn Philippe-Auguste und seiner Mutter in einem zweistöckigen Haus. Als er eines Abends nach dem Dienst heimkehrt, erfährt er, dass eine Auseinandersetzung zwischen Ehefrau und Mutter stattgefunden hat. Kurz vor dem Abendessen findet Marie-Louise die Mutter leblos in ihrem Zimmer auf dem Boden liegen. Der Hausarzt Doktor Chenet diagnostiziert den Tod der alten Frau. Herr und Frau Caravan zeigen demonstrativ ihre Trauer. Herr Caravan sucht in einer Kneipe nach Aufmerksamkeit, aber niemand interessiert sich für seinen schmerzlichen Verlust. Die Caravans tragen aus dem Zimmer der Toten eine Kommode und eine Pendeluhr in ihren Teil der Wohnung. Am nächsten Morgen meldet Herr Caravan den Tod im Rathaus, spricht im Pfarramt vor, geht zum Beerdigungsinstitut, bestellt Traueranzeigen, geht zum Notar und informiert seine Schwester. Seiner Arbeit bleibt er unentschuldigt fern, wofür, so meint seine Frau, sein Vorgesetzter Verständnis haben werde. Die neugierigen Nachbarn defilieren, von Frau Caravan geführt, am aufgebahrten Leichnam vorbei. Die Tochter führt Kinder, die die Leiche sehen wollen, ins Sterbezimmer, wobei sie das Trauergebahren der Mutter imitiert. Beim Abendessen kann man kein Licht entzünden, weil vergessen wurde, Petroleum zu kaufen. Marie-Louise wird ins Sterbezimmer geschickt, um zwei Kerzen vom Totenbett zu holen. Sie macht die Entdeckung, dass ihre Großmutter aufgestanden ist und sich ankleidet. Da taucht die Familie der Schwester auf. Die Tante fordert Kommode und Uhr zurück. Das Ehepaar Caravan fürchtet, nun im Testament benachteiligt zu werden. Und Herr Caravan weiß nicht, wie er sein unentschuldigtes Fernbleiben vom Dienst erklären soll.